# The Truest Shit I Ever Said
The Truest Shit I Ever Said è il quinto album del rapper statunitense C-Murder, pubblicato nel 2005 da TRU Records e Koch Records. Partecipano anche Curren$y e B.G.. Il disco, il suo più cupo e considerato dalla critica come il suo migliore, assieme a Bossalinie.
L'album viene dedicato dall'artista a Soulja Slim, rapper deceduto in una sparatoria nel 2003.
È il primo album dopo l'arresto del rapper, avvenuto per omicidio nel 2002. L'album è registrato in carcere, durante le visite del suo avvocato, ed è complessivamente un grande sforzo per essere stato realizzato in prigione. Il disco arriva al quinto posto tra i prodotti hip hop e al primo tra gli album indipendenti.
| Recensione | Giudizio |
| ---------- | -------- |
| AllMusic   | [ 1 ]    |
| RapReviews | [ 3 ]    |

## Tracce
1. Intro – 1:53
2. My Life – 3:51
3. Skit – 0:20
4. Stressin' – 3:21
5. Won't Let Me Out – 4:01
6. Hustla's Wife (feat. Junie Bezel) – 3:25
7. Holla at Me (feat. Soulja Slim) – 4:19
8. Skit – 0:15
9. Y'all Heard of Me (feat. B.G.) – 4:43
10. Betta Watch Me (feat. Fiend & Popeye) – 4:24
11. Did U Hold It Down (feat. Bass Heavy) – 4:36
12. I Heard U Was Lookin' 4 Me (feat. Montez & Capone) – 4:19
13. Back Up – 4:05
14. Camouflage & Murder (feat. Mac & Curren$y) – 2:35
15. Started Small Time – 3:06
16. Mama How You Figure (feat. Ms. Peaches) – 3:27
17. Outro – 0:45

## Classifiche settimanali
| Classifica (2005)         | Posizione massima |
| ------------------------- | ----------------- |
| Stati Uniti               | 41                |
| US Independent Albums     | 1                 |
| US Top R&B/Hip-Hop Albums | 5                 |